# Onthophagus curvifrons
Onthophagus curvifrons là một loài bọ cánh cứng trong họ Bọ hung (Scarabaeidae).